# Енн Шилкок
Енн Шилкок (англ. Anne Shilcock; 13 червня 1932 — квітень 2019) — колишня британська тенісистка.
Перемагала на турнірах Великого шолома в парному розряді.

## Фінали турнірів Великого шлему

### Парний розряд (1 перемога)
| Результат | Рік  | Турнір               | Покриття | Партнерка        | Суперниці                       | Рахунок  |
| --------- | ---- | -------------------- | -------- | ---------------- | ------------------------------- | -------- |
| Перемога  | 1955 | Вімблдонський турнір | Трава    | Анджела Мортімер | Ширлі Брешер Патріша Ворд Гейлс | 7–5, 6–1 |

## Часова шкала виступів на турнірах Великого шолому
| W | Ф | ПФ | ЧФ | #Р | КТ | К# | DNQ | A | NH |

| Турнір                                 | 1953  | 1954  | 1955  | 1956  | 1957  | 1958  | 1959  | 1960  | Career SR |
| -------------------------------------- | ----- | ----- | ----- | ----- | ----- | ----- | ----- | ----- | --------- |
| Відкритий чемпіонат Австралії з тенісу |       |       |       |       |       |       |       |       | 0 / 0     |
| Відкритий чемпіонат Франції з тенісу   | 3р    |       |       |       |       |       |       |       | 0 / 1     |
| Вімблдонський турнір                   | 2р    | 3р    | 3р    | 3р    | 2р    | 1р    | 1р    | 2р    | 0 / 8     |
| Відкритий чемпіонат США з тенісу       |       |       |       |       | 3р    |       |       |       | 0 / 1     |
| SR                                     | 0 / 2 | 0 / 1 | 0 / 1 | 0 / 1 | 0 / 2 | 0 / 1 | 0 / 1 | 0 / 1 | 0 / 8     |